# Mary Anne Baikie
Mary Anne Baikie (* 29. Juni 1861 in Kirkwall, Mainland, Orkney; † 1950 ebenda) eine schottisch-britische Frauenrechtlerin, die die Orcadian Women’s Suffrage Society (OWSS) gründete und während der Kampagnen für das Frauenwahlrecht auf den Orkney-Inseln die Mitgliederzahlen und öffentliches Interesse an der Debatte beförderte.

## Leben
Über Baikies Familie und Jugend scheint nichts überliefert zu sein. Baikie leitete am 25. Oktober 1909 die erste offizielle öffentliche Versammlung auf den Orkney-Inseln zur Gründung einer Gesellschaft für das Frauenwahlrecht,  nachdem Chrystal Macmillan, die sich für das Recht der Frauen auf eine Universitätsausbildung einsetzte, einen Monat zuvor zu Besuch auf den Orkney-Inseln gewesen war.
Baikie sprach bei der Gründung der Orcadian Women’s Suffrage Society (OWSS) in der Kirkwall Town Hall:

„I do not come as a political woman, but I have come as a friend of the cause of women, because of my sincere conviction, held since my early youth, that the suffrage will raise the status, and improve the condition of all women –  particularly the women workers.“

„Ich bin nicht als Politikerin gekommen, sondern als Freundin der Sache der Frauen, weil ich seit meiner frühen Jugend der aufrichtigen Überzeugung bin, dass das Wahlrecht den Status aller Frauen - insbesondere der Arbeiterinnen - anheben und ihre Lage verbessern wird.“

Sie argumentierte weiter, dass Frauen nach der Magna Carta und der Constitution of the United Kingdom nicht vom Wahlrecht ausgeschlossen waren, dass aber der Reform Act 1832 den Frauen diese Rechte vorenthielte. Baikie verwies auf dreißig Debatten im Parlament, von privaten Gesetzentwürfen bis hin zu Wahlversprechen von Kandidaten, von denen sich keine durchgesetzt habe. Sie begründete dies damit, dass die Frauen kein Wahlrecht hätten und daher alle politischen Versprechen ungestraft gebrochen werden konnten. Baikie vertrat die Ansicht, dass „die hohe Intelligenz der Orcadianer die Berechtigung der Forderung der Frauen nach politischer Anerkennung anerkennen und die Sache von Herzen unterstützen wird“. Sie wies auch die Hauptargumente der Frauenwahlrechtsgegner zurück, wonach die Frauen unfähig seien zu kämpfen und das ein Wahlrecht den Umgang der Männer mit Frauen ändern würde. Baikie vertrat die Ansicht, es habe Mut erfordert, öffentlich zu sprechen, und es habe Mut (und das Risiko der Entfremdung) erfordert, die militanteren Suffragetten zu unterstützen, was nicht von allen Anwesendengeteilt wurde. Die Rede wurde gelobt.
Die Mitgliederzahl der Orcadian Women’s Suffrage Society wuchs erheblich. Bis März 1910 wurden einhundertsechzehn Unterschriften für das Frauenwahlrecht gesammelt, darunter von der Hälfte der Stadtverordneten, und an den Abgeordneten des Wahlkreises Wick Burghs geschickt. 1911 fusionierte der Women’s Social and Political Union-Zweig in Stromness mit der OWSS. Unter Baikies Vorsitz konnte eine Debatte für die unterschiedlichen Ansichten zum Vorgehen sachlich durchgeführt werden.
Bis zum Juni 1910 war Baikie dabei gewesen, eine örtliche Gruppe in Tankerness aufzubauen und eine aufwändige zehntägige Reise von Wilhelmina Hay Abbott von der Edinburgh National Society for Women’s Suffrage zu organisieren, mit Treffen mit Fischern am Pier und mit Gruppen in Salons auf Holm, Westray, Stronsay, Sanday (und North Ronaldsay), Kirkwall, Shapinsay, Rousay, Deerness und Stromness; Abbott hatte sogar beabsichtigt bis zur entlegene Fair Isle zu reisen.
Dezember 1911 berief Baikie eine weitere öffentliche Versammlung ein (einschließlich einer Abendgesellschaft), auf der sie die Conciliation Bill 1911 und die Position der Suffragetten erläuterte, und über die berichtet wurde, dass sie „eine brillante Rede hielt, die sich durch einen süßen Geist der Vernunft auszeichnete, der ebenso überzeugend wie unterhaltsam war“.
1912 gab es bereits 60 Mitglieder auf vier der Orkney-Inseln, die regelmäßig öffentliche Versammlungen abhielten und von führenden Rednerinnen besucht wurden. Für den 24. April 1912 wurde ein Besuch von Elsie Inglis aus Edinburgh arrangiert, die äußerte, die Suffragetten auf den Orkneys hätten die enthusiastischsten Anführerinnen. Ein spezielles Orcadian Banner, das von dem lokalen Künstler Stanley Cursiter und der Shetlanderin Christina Jamieson entworfen wurde, wurde bei der Women’s Coronation Procession in London von Baikies Nichte, einer Miss Courtenay, unter den Gruppen der National Union of Women’s Suffrage Societies getragen. Die Orkney-Gruppe beteiligte sich auch an dem von Agnes Henderson Brown organisierten Frauenmarsch von Edinburgh nach London.
Im November 1912 widmete die Lokalzeitung The Orcadian viel Raum Baikies Erläuterung der verschiedenen parlamentarischen Mechanismen, die im Zusammenhang mit der Ablehnung der Conciliation Bill 1912 auftraten, auf einer überfüllten Versammlung im Albert Temperance Hotel in Kirkwall. Baikie charakterisierte die Vorlage als eine Reaktion der Frauenfeinde im Kabinett, die eine Gefahr darin sahen, als „labil“ verunglimpften Frauen" das Wahlrecht zu geben, aber auf der anderen Seite „jedem unverantwortlichen Jungen von 21 Jahren“ das Wahlrecht einräumten. Sie erläuterte die (zur Debatte stehenden) Änderungsvorschläge der Abgeordneten Grey, Lyttleton, Runciman, Cecil, Dickinson, Henderson und Snowden, die darauf abzielten, das Wort „männlich“ aus dem Begriff „jede männliche Person“ zu streichen, um das gleiche Wahlrecht für Frauen zu erreichen, und den Änderungsantrag der Labour Party, der ebenfalls vorsah, nach dem Wort „Person“ die Formulierung „beiderlei Geschlechts“ einzufügen. Baikie ging in ihrer Rede auch auf die verschiedenen Optionen in Bezug auf Alter und Eigentum ein und erläuterte die Unterschiede, die sich für die wahlberechtigten Frauen in England im Vergleich zu Schottland und Irland ergeben würden. Sie kam zu dem Schluss, dass das Gesetz die Wut der Frauen, die sich so viele Jahre lang dafür eingesetzt hatten, kaum besänftigen würde. Baikie fuhr fort: „Geschlechterfeindlichkeit und Bitterkeit werden unsere Sache nicht gewinnen, aber wir werden sie gewinnen“ und „im Namen des gesunden Menschenverstandes ist es an der Zeit, dieser unfairen und ungebührlichen Auseinandersetzung in einem Land, das für seine Gerechtigkeit weltberühmt ist, ein Ende zu setzen“. Andere Redner erwähnten die skandinavische Abstammung der Orcadier, denn in Dänemark oder Norwegen hatten die Frauen bereits das Wahlrecht und konnten zu gleichen Bedingungen wie Männer für öffentliche Ämter kandidieren.
Überzeugt von den Argumenten, unterstützte die Versammlung einstimmig Baikies Forderung, dass das Frauenwahlrecht in das Gesetz aufzunehmen sei.
1914 bat die orcadische Gruppe das Kirkwall Burgh council, einen hochrangigen Vertreter zur Veranstaltung der National Suffrage Societies in der Royal Albert Hall in London zu entsenden, da auch andere schottische Städte ihren Lord Provost oder andere Amtsträger zu einem Treffen mit dem Premierminister H. H. Asquith schickten. Die Mitgliederzahl auf den Orkneys wuchs bis 1916 auf 100 an,
Im Jahr 1911 malte Robert Gallon ein Ölporträt von Baikie mit dem Titel Mary Anne Baikie (Milanne), geborene Traill. Das Porträt hängt im Orkney Museum, das sich in Tankerness House, dem ehemaligen Wohnsitz der Baikies in Tankerness, befindet.
Über die Gründung, die Frauwahlrechtsbewegung und McNeills Beitrag wurde 2019 ein preisgekrönter Animationsfilm mit dem Titel A Gude Cause Maks A Strong Erm – The story of the Orcadian Woman's Suffrage Society erstellt.